# Сабанеев, Александр Павлович
Алекса́ндр Па́влович Сабане́ев (24 октября [5 ноября] 1842, Ярославль, Российская империя — 8 декабря 1923, Москва, СССР) — русский химик, заслуженный профессор и декан физико-математического факультета Московского университета.

## Биография
Родился 24 октября (5 ноября) 1842 года в городе Ярославле. Брат Л. П. Сабанеева. Из дворян.
После окончания с отличием в июне 1862 года 2-го петербургского кадетского корпуса осенью 1865 года сдал в 4-й Московской гимназии экзамены за гимназический курс, что дало ему право поступить на физико-математический факультет Московского университета, который он окончил в 1868 году.
В 1868—1871 годах он был ассистентом на кафедре земледелия Петровской земледельческой и лесной академии. С ноября 1871 года работал лаборантом на кафедре химии Московского университета. В 1873, 1875, 1880 и 1882 годах был в заграничных командировках.
В 1874 году защитил в Московском университете магистерскую диссертацию «Исследование о соединениях ацетилена» и с декабря 1875 года состоял приват-доцентом и преподавателем аналитической химии. С 1877 года — доцент по кафедре химии.
После защиты в декабре 1883 года в Санкт-Петербургском университете докторской диссертации был утверждён в марте 1884 года экстраординарным профессором Московского университета; с декабря 1886 года — ординарный профессор; с декабря 1900 года — заслуженный профессор.
В 1909—1913 годах был деканом физико-математического факультета Московского университета.
С 1919 года — заведующий лабораторией неорганической (впоследствии — неорганической и физической) химии Высшей медицинской школы (с 1930 года — 1-й Московский медицинский институт).
Был председателем химического отделения Русского физико-химического общества (1892—1894); вице-президентом Московского общества испытателей природы (1902—1913).
Скончался 8 декабря 1923 года после тяжелой и продолжительной болезни. Похоронен на Ваганьковском кладбище.

## Научные исследования
Его научные исследования охватывают несколько областей химии. С 1870 года он исследовал производные, главным образов галоидные, ацетилена. Впервые получил и описал (1873) трибромэтилен и дийодэтилен. Детально изучил (1873) действие брома на ацетилен, азотистые производные ацетилена, действие цинковой пыли на галогенпроизводные алканов. Разработал (1881) метод получения дибромацетилена и смешанных галогенпроизводных ацетилена. Одним из первых исследовал изомерию производных гидразина, гидроксиламина и подобных неорганических соединений. Первым применил (1889—1893) и в дальнейшем широко использовал криоскопический метод определения молекулярных масс соединений в коллоидных растворах, в частности кремниевой кислоты и соединений белковой природы (альбумина, альбумозы, пептона и др.). Открыл (1889) реакцию димеризации ацетилена в присутствии брома с образованием гексабромциклобутана, являющуюся одним из наиболее важных способов синтеза малых циклов. Его важнейшие труды:
- «Ueber die Einwirkung von Wasser auf Antimonchlorür» (в «Zeitschr. für Chemie», 1871)
- «Ueber Acetylenderivate» («Ann. d. Chemie u. Pharm.»,1875, т. 178)
- «Действие цинка и цинковой пыли как общая реакция отнятия галоидов и восстановления галоидных органических соединений» («Журн. Русск. хим. общ.», 1877)
- «Ueber Siedepunkte Aethan- und Aethylen-Haloidverhindungen»
- «Ueber Acetylenderivate» («Ann. d. chem. u Pharm.», 1883, т. 216)
- «О диаллиле»
- «О добывании и полимеризации бромацетилена» («Журн. Русск. физ.-хим. общ.», 1885)
- «О гексабромтетраметилене», «Определение молекулярного веса коллоидов» («Журн. Русск. физ.-хим. общ.», 1889)
- «Криоскопические исследования коллоидов»
- «О зависимости коллоидального состояния тел от природы растворителя» (ib., 1890)
- «Опыт классификации коллоидов»
- «О молекулярном весе яичного альбумина» (ib., 1891)
- «О кристаллическом диаллилтетрацетине» (ib., 1892)
- «О молекулярном весе альбумозы и пептона», «О карамели» (ib., 1893)
- «Nichtexistenz der kolloidalen Wolframs äure» («Zeitschr. für anorg. Chemie», 1897, т. 14)
- «Structurisomerie bei anorganischen Verbindungen» (ib., 1898, т. 17)
- «Ueber einige anorganische Hydrazinsalze und ueher die Darstellung der Sticksto ffwasserstoffsäure» (ib., 1899, т. 20)
- «Изомерия солей аммония, гидроксиламина и гидразина» («Журн. Русск. физ.-хим. общ.», 1899)
и др.